# 長井和雄
長井 和雄（ながい かずお、1923年 - 2008年）は、日本の教育学者、東京学芸大学名誉教授。

## 来歴
奉天生まれ。第六高等学校、1947年広島文理科大学卒業。高校はドイツ語科であったため、英語よりもドイツ語に堪能だった。したがって、ドイツの思想家・教育学者を研究対象にしていた。1964年「エドゥアルト・シュプランガーの教育思想体系」で広島大学教育学博士。神奈川大学助教授、教授、1970年東京学芸大学教授、1987年定年退官、名誉教授、日本女子大学教授。1992年退職。1992年～94年帝京大学文学部教育学科教授。

## 著書
- シュプランガー 牧書店 1957 (西洋教育史)
- シュプランガー研究 以文社 1973
- 言語力形成の論理 玉川大学出版部 1993.1

## 共編
- 教育危機への挑戦 教育実践の現実と変革への対応 大嶋三男共編著 学陽書房 1974
- 講座現代教育学 1 教育原論 福村出版 1977.2
- 豊かな人間性を育てる ゆとりと充実のある教育の創造 学陽書房 1980.8

## 翻訳
- 文化と教育 教育論文集 シュプランガー 村井実共訳 玉川大学出版部 1957 (世界教育宝典)
- 現代の文化問題 シュプランガー 村井実共訳 牧書店 1959
- 世界史と救済史 歴史哲学の神学的前提 カール・レーヴィト 信太正三、山本新共訳 創文社 1964 (神奈川叢書
- 教育学講義 シュライエルマッヘル 西村皓共訳 玉川大学出版部 1966 (世界教育宝典)

## 記念論集
- 教育の根底にあるもの 長井和雄教授還暦記念論集 西村皓ほか編 以文社 1984.6

## 参考
- 長井和雄先生経歴および研究業績「人間研究」1992-3